# 胡玉兰
胡玉兰（1945年—2021年10月18日），中国女子乒乓球运动员。
胡玉兰于1945年出生于辽宁。曾获得1973年世界乒乓球锦标赛女子单打金牌和女子团体银牌，1975年世界乒乓球锦标赛女子团体金牌。2021年在法國巴黎病逝。